# Coppa Italia di calcio da tavolo 2001
La tredicesima Coppa Italia di calcio da tavolo venne organizzano dalla F.I.S.C.T. a Napoli il 27 e 28 ottobre 2001. La gara fu suddivisa nella categoria "Master", per i primi 24 giocatori del "Ranking Italia", nella categoria "Cadetti" per tutti gli altri, e nella competizione per squadre di Club.

## Medagliere
| Pos. | Regione        |   |   |   | Totale |
| ---- | -------------- | - | - | - | ------ |
| 1    | Umbria         | 1 | 1 | 2 | 4      |
| 2    | Lazio          | 1 | 0 | 0 | 1      |
| -    | Marche         | 1 | 0 | 0 | 1      |
| 4    | Campania       | 0 | 2 | 0 | 2      |
| 5    | Emilia-Romagna | 0 | 0 | 1 | 1      |
| -    | Lombardia      | 0 | 0 | 1 | 1      |
| -    | Toscana        | 0 | 0 | 1 | 1      |
| -    | Liguria        | 0 | 0 | 1 | 1      |

## Risultati

### Categoria Master

#### Girone A
- Massimiliano Nastasi - Roberto Rocchi 3-1
- Saverio Bari - Roberto Rocchi 4-1
- Massimiliano Nastasi - Saverio Bari 1-0

#### Girone B
- Francesco Quattrini - Carlo Melia 0-2
- Giancarlo Giulianini - Carlo Melia 3-1
- Giancarlo Giulianini - Francesco Quattrini 2-0

#### Girone C
- Massimo Bolognino - Riccardo Marinucci 4-1
- Andrea Catalani - Riccardo Marinucci 4-1
- Massimo Bolognino - Andrea Catalani 2-0

#### Girone D
- Severino Gara - Daniele Pochesci 2-1
- Marco Lauretti - Daniele Pochesci 1-2
- Marco Lauretti - Severino Gara 2-1

#### Girone E
- Luca Capellacci - Andrea Casentini 2-1
- Mario Corradi - Andrea Casentini 0-1
- Luca Capellacci - Mario Corradi 1-0

#### Girone F
- Christian Filippella - Vincenzo Varriale n.d.
- Stefano De Francesco - Vincenzo Varriale 4-2
- Stefano De Francesco - Christian Filippella n.d.

#### Girone G
- Francesco Mattiangeli - Morgan Croce 2-0
- Enrico Tecchiati - Morgan Croce 2-1
- Francesco Mattiangeli - Enrico Tecchiati 2-1

#### Girone H
- Alessandro Mastropasqua - Enrico Guidi 3-1
- Enrico Guidi - Massimiliano Croatti 1-1
- Alessandro Mastropasqua - Massimiliano Croatti 1-0

#### Ottavi di finale
- Massimiliano Nastasi - Enrico Tecchiati 3-1
- Giancarlo Giulianini - Massimiliano Croatti 2-0
- Massimo Bolognino - Andrea Casentini 3-0
- Marco Lauretti - Vincenzo Varriale 2-1
- Luca Capellacci - Andrea Catalani 2-1
- Stefano De Francesco - Daniele Pochesci 1-0
- Francesco Mattiangeli - Saverio Bari 2-0
- Alessandro Mastropasqua - Carlo Melia 0-2

#### Quarti di finale
- Massimiliano Nastasi - Carlo Melia 4-0
- Giancarlo Giulianini - Francesco Mattiangeli 0-2
- Massimo Bolognino - Stefano De Francesco 4-2
- Marco Lauretti - Luca Capellacci 1-5

#### Semifinali
- Massimiliano Nastasi - Luca Capellacci 2-2* d.c.p.
- Massimo Bolognino - Francesco Mattiangeli 3-1

#### Finale
- Luca Capellacci - Massimo Bolognino 2-1 d.t.s.

### Categoria Squadre

#### Girone A
- T.S.C. Stella Artois Milano - S.C. Castello Doria Napoli 4-0
- S.C. Virtus 4strade Rieti - S.C. Castello Doria Napoli 4-0
- T.S.C. Stella Artois Milano - S.C. Virtus 4strade Rieti 2-2

#### Girone B
- T.S.C. Black & Rose '98 Roma - C.C.T. Black&Blue Pisa 3-0
- C.C.T. Eagles Napoli - C.C.T. Black&Blue Pisa 4-0
- T.S.C. Black & Rose '98 Roma - C.C.T. Eagles Napoli 0-4

#### Girone C
- Reggiana Subbuteo - Bologna Tigers Subbuteo 3-0
- S.C. Daunia Felix Foggia - Bologna Tigers Subbuteo 1-2
- Reggiana Subbuteo - S.C. Daunia Felix Foggia 4-0

#### Girone D
- A.C.S. Perugia - S.C. Casamassima 4-0
- S.C. D.L.F. Falconara - S.C. Casamassima 3-0
- A.C.S. Perugia - S.C. D.L.F. Falconara 3-1

#### Quarti di finale
- T.S.C. Stella Artois Milano - Bologna Tigers Subbuteo 3-1
- C.C.T. Eagles Napoli - S.C. D.L.F. Falconara 3-0
- Reggiana Subbuteo - S.C. Virtus 4strade Rieti 3-0
- A.C.S. Perugia - T.S.C. Black & Rose '98 Roma 3-0

#### Semifinali
- T.S.C. Stella Artois Milano - A.C.S. Perugia 0-2
- C.C.T. Eagles Napoli - Reggiana Subbuteo 3-0

#### Finale
- A.C.S. Perugia - C.C.T. Eagles Napoli 3-1

### Categoria Cadetti

#### Girone A
- Giorgio Proietti - Hermes Verhaegen 4-2
- Mauro Manganello - Hermes Verhaegen 5-2
- Giorgio Proietti - Mauro Manganello 1-1

#### Girone B
- Pasquale Mandara - Paolo Bartolomeo 0-0
- Paolo Bartolomeo - Abadin	3-0
- Pasquale Mandara - Abadin	3-0

#### Girone C
- Gianfranco Iazzetta - Palmiro Dragonetti 1-1
- Palmiro Dragonetti - Luigi Barone 1-1
- Luigi Barone - Gianfranco Iazzetta 2-1

#### Girone D
- Stefano Fontana - Simone Nappini 2-1
- Simone Nappini - Petrellese	3-0
- Stefano Fontana - Petrellese 3-1

#### Girone E
- Vittorio Nicchi - Antonello Dalia 0-2

#### Girone F
- Alberto Apollo - Lucio Mazzei 2-0

#### Girone G
- Emanuele Cattani - Fabio Malvaso 1-1
- Ilario Dragonetti  - Fabio Malvaso 2-1
- Emanuele Cattani - Ilario Dragonetti 1-3

#### Ottavi di finale
- Luigi Barone - Vittorio Nicchi 2-3
- Stefano Fontana - Fabio Malvaso 1-1* d.c.p.
- Antonello Dalia - Palmiro Dragonetti 1-2
- Alberto Apollo - Simone Nappini 2-1 d.t.s.
- Ilario Dragonetti  - Giorgio Proietti 2-2* d.c.p.
- Paolo Bartolomeo - Lucio Mazzei 2-0

#### Quarti di finale
- Mauro Manganello - Paolo Bartolomeo 5-1
- Fabio Malvaso - Palmiro Dragonetti 2-1
- Vittorio Nicchi - Alberto Apollo 2-0
- Pasquale Mandara - Giorgio Proietti 0-2

#### Semifinali
- Mauro Manganello - Fabio Malvaso 2-0
- Vittorio Nicchi -  Giorgio Proietti 1-2

#### Finale
- Mauro Manganello - Giorgio Proietti 1-2